# Ruota idraulica

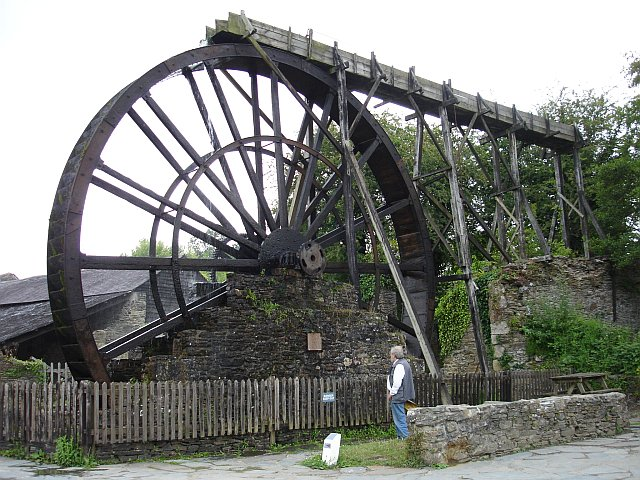
Ruota idraulica a Morwellham Quay (Devon, Inghilterra)

La ruota idraulica è un dispositivo atto a trasformare l'energia potenziale o cinetica di piccoli corsi d'acqua in energia meccanica in forma di moto rotatorio.

## Storia

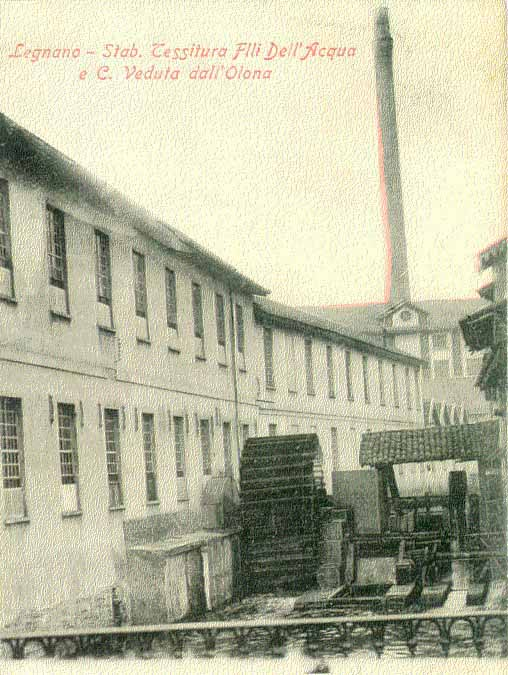
Ruota idraulica a servizio del Cotonificio Dell'Acqua di Legnano, sorto nel 1894 lungo il fiume Olona.

La ruota idraulica e i mulini a vento sono stati gli antesignani dei cosiddetti motori primi, quelli cioè che trasformano direttamente l'energia disponibile in natura in energia meccanica. Le sue prime applicazioni sono antichissime, e sono state probabilmente legate alla macinazione dei cereali. Antipatro di Tessalonica nel I secolo a.C. ne fornisce la prima descrizione scritta. Le prime ruote sono state del tipo orizzontale da sotto (vedi seguito)
L'uso più frequente dei mulini ad acqua è stato per la macinazione di cereali, ma sono stati utilizzati anche per l'irrigazione, la pressatura nei frantoi, la tornitura del legno, la segagione di pietra e legnami, la produzione di corde, la frantumazione e fusione di minerali (azionamento dei mantici), la lavorazione di metalli, la lavorazione della ceramica, nelle miniere per pompare aria e drenare acqua.
Il massimo sviluppo si è avuto nel XVIII secolo, prima dell'avvento del motore a vapore e della realizzazione delle turbine idrauliche. In questo senso, la ruota idraulica ha scandito l'inizio della rivoluzione industriale, alimentatasi poi con motori di maggiore potenza.

### I "rodigini"
Nella Valle Olona, le ruote idrauliche a servizio dei mulini ad acqua erano definite "rodigini". Dopo il 1820, iniziarono ad essere utilizzate per far muovere i macchinari degli artigiani e delle nascenti fabbriche.
In origine erano realizzate interamente in legno, erano caratterizzate dalla presenza di palette piane ed avevano un rendimento del 30%. In seguito queste ruote in legno furono sostituite da ruote idrauliche in ferro con palette curve, che avevano un'efficienza superiore.
I rodigini dei mulini furono poi sostituiti dalle più moderne ed efficienti turbine idrauliche.

## Tipi di ruota
Le prime ruote erano disposte orizzontalmente con un asse verticale su cui erano innestate direttamente le macine, col tempo furono sostituite dalle ruote in posizione verticale più efficienti e che potevano avere maggiori dimensioni, di queste ultime vi sono essenzialmente quattro tipi in base al punto di impatto con l'acqua:
- la ruota di fianco
- la ruota dall'alto
- la ruota dal basso
- la ruota cinetica

I vari tipi sono evidentemente applicabili a differenti configurazioni di corsi d'acqua, in quanto la ruota di fianco e dal basso richiede un'altezza di caduta minima, e quindi è adatta ad essere immersa nel corso d'acqua; la ruota colpita al vertice richiede una maggiore caduta, e si adatta a piccoli torrenti, o altrimenti richiede opere più complesse.
Si noti, come curiosità, che la ruota colpita al vertice è in pratica l'inverso della noria, e la ruota di fianco è tipicamente il motore usato per azionare la noria stessa.

### Ruota di fianco e dal basso

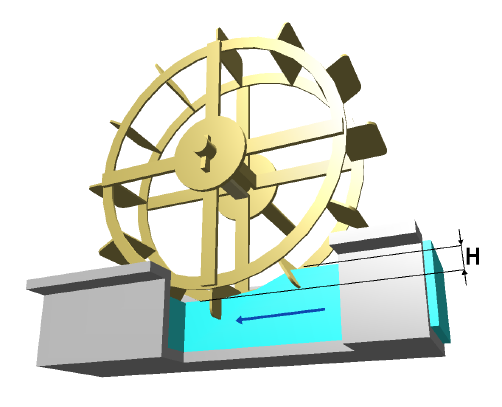
Fig. 1: Ruota di fianco (canale sezionato)

In questo tipo di ruota, l'acqua entra nella ruota da monte, ed agisce sulle palette per peso. Per poter sfruttare anche la forza di impatto, ossia l'energia cinetica della corrente, bisognerà progettare il profilo della paletta in maniera ottimale, e scegliere una velocità di rotazione opportuna. Le palette sono solidali all'albero di trasmissione mediante opportuna struttura.  Le ruote dal basso si differenziano da quelle dal fianco per tale motivo: in quelle dal fianco l'acqua entra circa a metà ruota, o nel terzo medio della ruota, in quelle dal basso, invece, l'acqua entra molto al di sotto dell'asse di rotazione, e sono quindi utilizzate in siti con salti molto più bassi. Le ruote dal fianco possono essere utilizzate fino a salti di circa 4 m, mentre al di sotto di 1.5 m si utilizzano le ruote dal basso. Le massime portate smaltibili sono circa 1 m³/s per metro di larghezza. Al seguente link, vi è un esempio di ruota dal fianco:https://www.youtube.com/watch?v=dCVWwPHCENc
Per quanto riguarda le ruote dal basso, è possibile individuare le ruote di tipo Sagebien, con palette piatte e ottimizzate per ridurre le perdite di energia a monte (video: https://www.youtube.com/watch?v=f-AfK2Bl4NY), e quelle di tipo Zuppinger, con pale curve e ottimizzate per ridurre le perdite di energia a valle, in uscita dall'acqua (video:https://www.youtube.com/watch?v=zCJ9h36lJqU)
La potenza fornita dalla ruota di fianco può essere valutata misurando il dislivello dell'acqua tra monte e valle ruota (H in figura) e la portata o, con altro metodo, considerando la coppia creata sull'albero dalla pressione H agente sul raggio efficace della ruota e la velocità di rotazione.
La regolazione della potenza si ottiene variando la portata mediante chiuse poste nel canale a monte della ruota.
Come accennato, nei modelli più recenti le pale hanno profilo curvilineo, per ridurre le perdite dovute alla resistenza dell'acqua all'uscita e all'entrata della pala stessa dall'immersione. Le massime efficienze idrauliche calcolate mediante esperimenti di laboratorio al Politecnico di Torino sono dell'ordine del 70-85%. Le efficienze rimangono ottimali per un ampio campo di portate.

### Ruota dall'alto

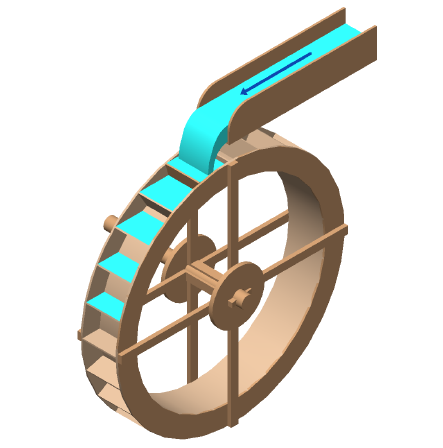
Fig. 2: Ruota colpita al vertice

In questo tipo (vedi figura 2) vi sono delle camere che vengono riempite d'acqua nella parte superiore della ruota. L'acqua tende a cadere per azione della gravità. L'acqua nei vani agisce per peso creando quindi una coppia che mette in rotazione la ruota. Un esempio lo si può trovare al presente link: https://www.youtube.com/watch?v=O5CQ6wjZ02U
Le efficienze massime idrauliche riscontrate mediante esperimenti di laboratorio al Politecnico di Torino sono comprese tra 80% e 85%. Tali efficienze sono costanti per un ampio range di portate e velocità di rotazione.
La massima portata smaltibile è di circa 100-200 l/s per metro di larghezza.
Queste ruote vengono utilizzate solitamente in zone montane, dove sono presenti torrenti con basse portate e salti di circa 3-6 metri.

### Ruota cinetica
La ruota cinetica può essere vista come una ruota dal basso in cui il carico H si annulla, ossia solamente la forza cinetica dell'acqua è utilizzata. Quindi, le efficienze idrauliche sono dell'ordine del 30-40%. L'efficienza può innalzarsi nei casi in cui l'ostruzione del canale dovuto alla presenza della ruota crea un innalzamento del livello d'acqua a monte della ruota, in modo tale che anche la spinta idrostatica viene sfruttata.

## Le ruote idrauliche oggi
Negli ultimi anni, grazie alla nuova sensibilità nei confronti delle fonti rinnovabili, l’idroelettrico sta giocando un ruolo di primaria importanza nella produzione di energia pulita. Tuttavia, i siti in cui installare grandi impianti idroelettrici e dighe sono sostanzialmente esauriti in Europa. Di conseguenza, l’idroelettrico in piccola scala, chiamato mini/micro idroelettrico, sta suscitando una notevole attrazione. Per mini idroelettrico si intendono tutti quegli impianti con potenze installate al di sotto dei 1000 kW, mentre per micro idroelettrico quegli impianti con potenze al di sotto dei 100 kW, nei quali rientrano le ruote idrauliche. Il progetto Restor Hydro della European Small Hydropower Association stima che in Europa siano circa 350000 i siti adatti ad impianti di questo tipo, e più di 5000 in Italia. Le ruote idrauliche dal basso e dal fianco possono essere installate per produrre energia meccanica e/o elettrica in siti con salti idraulici tipicamente minori di 4 m e portate dell’ordine massimo del metro cubo al secondo per metro di larghezza. Le ruote dall'alto in siti con salti fino a 6 m, ma portate minori.  Le ruote idrauliche, inoltre, sono di semplice costruzione, necessitano di minori opere civili e generano bassissimi impatti ambientali. Un impianto a ruota idraulica è generalmente ripagato in 7 ÷12 anni. Inoltre, quando recuperate dall’interno di vecchi mulini, le ruote permettono anche di preservare e valorizzare il patrimonio culturale, incrementando l’eco-turismo. Le ruote idrauliche sono macchine "fish friendly", e tests sperimentali effettuati in Germania mostrano che rispetto alle viti idrodinamiche (coclee) arrecano meno danni alla fauna ittica.
Spesso, il progetto di una ruota idraulica viene sottovalutato, perché la ruota è ritenuto un rotore semplice e di facile installazione. In realtà, invece, anche il progetto di una ruota idraulica deve essere curato: numero e forma delle pale, diametro e larghezza, velocità di rotazione , sagomatura del canale a valle e a monte, sono elementi essenziali, la cui progettazione idraulica deve essere ben curata al fine di ottimizzarne il rendimento. Tuttavia, la maggior parte delle informazioni di tipo ingegneristico sulle ruote idrauliche risale al XIX secolo. In questi ultimi anni la ricerca scientifica si è quindi data da fare al fine di migliorare queste informazioni, che spesso risultano obsolete, non complete e non ottimali, in particolare al Politecnico di Torino. Concludendo, le ruote idrauliche rappresentano una tecnologia di spiccato interesse, grazie ai loro numerosi vantaggi. Però, sebbene le ruote idrauliche siano una tecnologia non recente, questo non significa che siano di semplice progettazione (anche se sono di più semplice installazione e costruzione rispetto ad altre tecnologie). La ricerca diventa quindi necessaria al fine di fornire il maggior numero di informazioni utili al loro progetto, come formule per la stima del rendimento, e risultati sperimentali per identificare i campi ottimali di portate e velocità di rotazione, nei quali ogni ruota dovrebbe operare.